# Bois d'Arc (Texas)
Pour les articles homonymes, voir Bois d'arc (homonymie).
Bois d'Arc est une communauté non incorporée située dans le comté d'Anderson, dans l'État du Texas aux États-Unis.
Bois d'Arc constitue un territoire faiblement peuplé qui ne dépend d'aucune municipalité. Le village de Bois d'Arc est administré par une commission du comté texan. La ville la plus proche est Palestine, siège de comté d'Anderson.
Son appellation lui vient des Amérindiens de la Nation Osages qui utilisaient l'expression française "bois d'arc", à l'époque de la Nouvelle-France et de la Louisiane française, pour désigner l'oranger des Osages, arbre à partir duquel ils fabriquaient leurs arcs.
Bois d'Arc posséda une école jusqu'en 1955, date à laquelle le hameau fut rattaché à Montalba, une zone non incorporée voisine.
Lors du recensement de 2000, sa population s'élevait à 10 habitants.